# Luigi Poggi
Luigi kardinál Poggi (25. listopadu 1917 Piacenza – 4. května 2010 Řím) byl italský římskokatolický kněz, vatikánský diplomat a úředník římské kurie, kardinál.

## Kněz
Kněžské svěcení přijal 28. července 1940. Následující dva roky působil v rodné diecézi Piacenza, poté pokračoval ve studiích v Římě. Od roku 1945 začal pracovat ve státním sekretariátu ve Vatikánu v sekci vztahů se státy. V letech 1963 až 1964 jednal v Tunisku o vzájemných vztazích mezi místní vládou a Vatikánem. Příslušná dohoda byla podepsána v roce 1964.

## Biskup

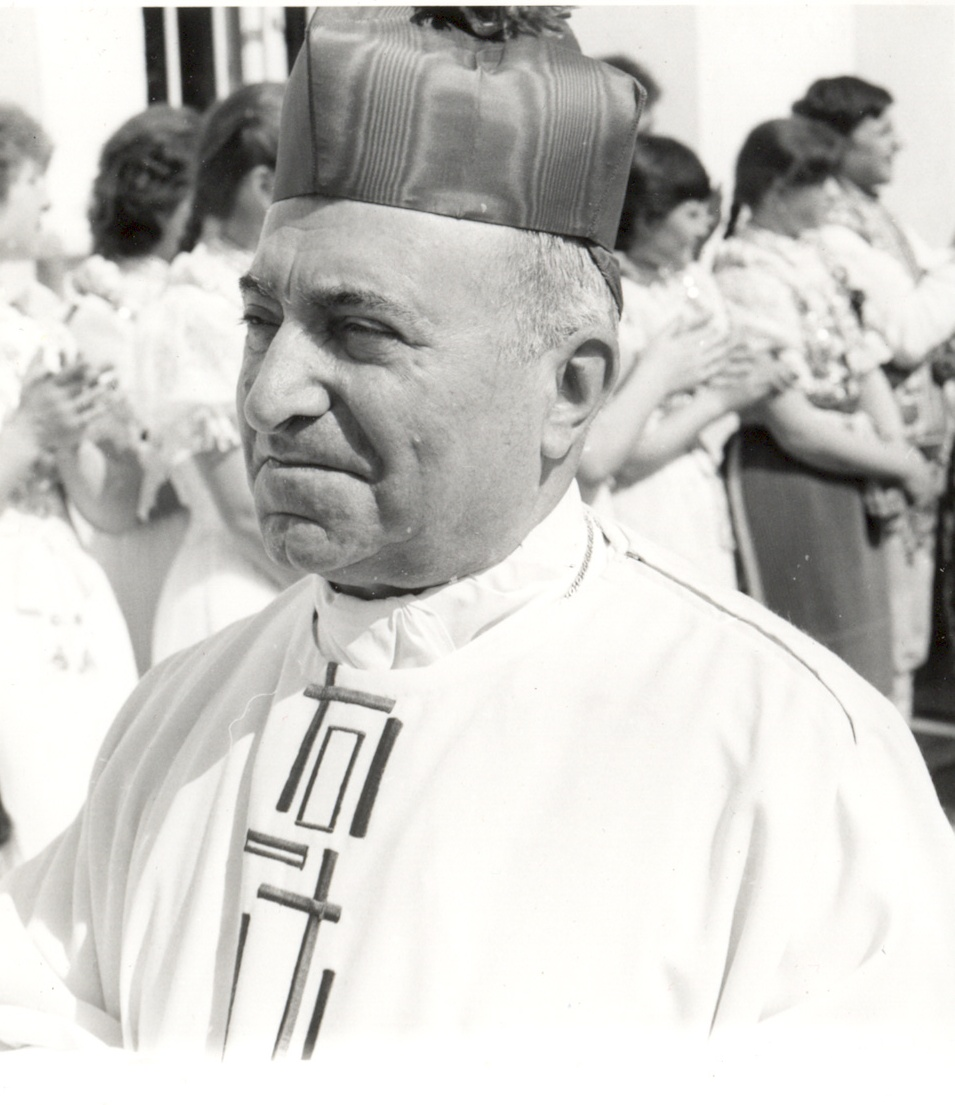
Luigi Poggi při Národní pouti na Velehradě 5. července 1985

znak kardinála Poggiho

V dubnu 1965 byl jmenován titulárním arcibiskupem a zároveň apoštolským delegátem ve střední Africe. Biskupské svěcení mu udělil tehdejší státní sekretář Amleto Giovanni Cicognani. V květnu 1969 byl jmenován nunciem v Peru. Od srpna 1973 působil jako vyslanec se zvláštními pravomocemi pro obnovení vztahů se socialistickými státy – Polskem, Maďarskem, Československem, Rumunskem a Bulharskem. Od února 1975 byl vedoucím vatikánské delegace pro stálé pracovní kontakty s Polskem. V letech 1986 až 1992 působil jako nuncius v Itálii.
V dubnu 1992 přešel do služby v Papežské kurii. Vystřídal ve funkci proarchiváře a proknihovníka Římskokatolické církve kardinála Ortase.

## Kardinál
Při konzistoři v listopadu 1994 ho papež Jan Pavel II. jmenoval kardinálem. Po této nominaci se stal plnoprávným prefektem vatikánské knihovny a vatikánských archivů. Na odpočinek odešel v březnu 1998. V letech 2002 až 2005 zastával funkci kardinála-protojáhna.